# Cheilopogon nigricans
Cheilopogon nigricans es una especie de pez del género Cheilopogon, familia Exocoetidae. Fue descrita científicamente por Bennett en 1840.
Se distribuye por el Pacífico Indo-Occidental: al sur de las islas Mascareñas, Aldabra y Natal, Sudáfrica y al este de Japón, las islas Carolinas y Salomón. Atlántico Occidental: Río de Janeiro en Brasil. Atlántico Oriental: golfo de Guinea y aguas adyacentes. La longitud estándar (SL) es de 28 centímetros. Habita en aguas superficiales de mar abierto.
Está clasificada como una especie marina inofensiva para el ser humano.